# Dombalja
Dombalja (szlovénül: Domajinci) falu Szlovéniában, Muravidéken, Pomurska régióban. Közigazgatásilag  Vashidegkúthoz tartozik.

## Fekvése
Muraszombattól 18 km-re északnyugatra, a Ravensko területén a stájer határ közelében a Lendva-tó déli  partján fekszik, ott, ahol a Csernec patak a Lendvába torkollik.

## Története

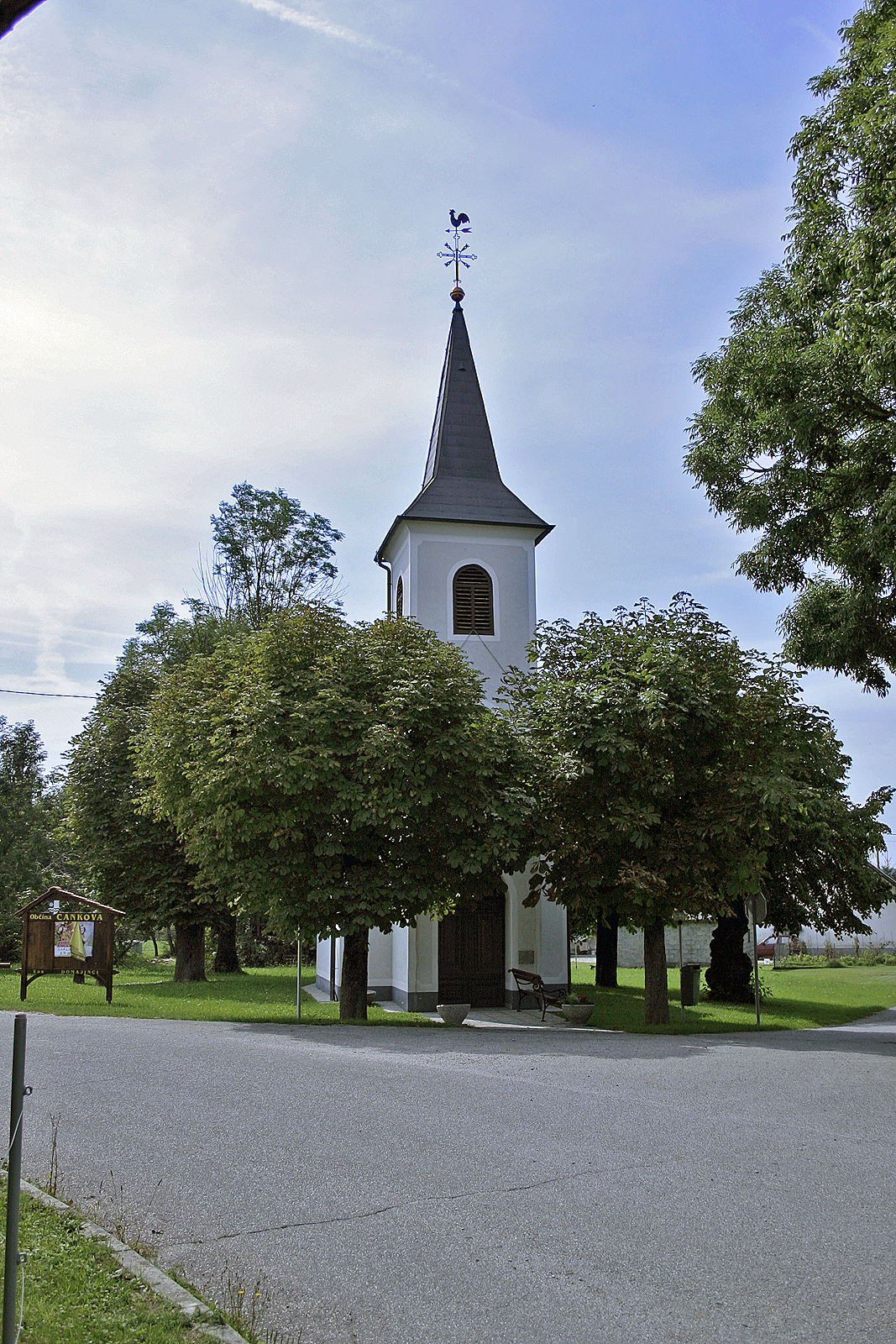
A Szent Margit kápolna

A település első írásos említése 1365-ben történt "Poss. seu villa Domoniarew" alakban.
1365-ben Széchy Péter fia Miklós dalmát-horvát bán és testvére, Domonkos erdélyi püspök kapták királyi adományul, illetve cserében a Borsod vármegyei Éleskőért, Miskolcért és tartozékaikért Felsőlendvát és tartozékait, mint a magban szakadt Omodéfi János birtokát. A település a későbbi századokon át is birtokában maradt a családnak. Az 1366-os beiktatás alkalmával részletesebben kerületenként is felsorolják az ide tartozó birtokokat, melyek között "Domanynch in districtu iuxta fluvium Lyndva" alakban szerepel.
1685-ben a Széchyek fiági kihalásával Széchy Katalinnal kötött házassága révén Nádasdy Ferenc birtoka lett és később is a család birtoka maradt.
Fényes Elek szerint " Domaincz, vindus falu, Vas vgyében, a felső-lendvai uradalomban, 180 kath. lak., köves határral ."
Vas vármegye monográfiája szerint " Dombalja kis vend község a Lendva patak és a tervezett gyanafalva-muraszombati vasútvonal mentén, 48 házzal és 284 r. kath. vallású lakossal. Postája Vas-Hidegkút, távirója Muraszombat."
1910-ben 328, túlnyomórészt szlovén lakosa volt. A trianoni békeszerződésig Vas vármegye Muraszombati járásához tartozott. 1919-ben átmenetileg a de facto Mura Köztársaság része lett. Még ebben az évben a Szerb–Horvát–Szlovén Királysághoz csatolták, ami 1929-től Jugoszlávia nevet vette fel. 1941-ben átmeneti időre ismét Magyarországhoz tartozott, 1945 után visszakerült jugoszláv fennhatóság alá. 1991 óta a független Szlovénia része. 2002-ben 281 lakosa volt.

## Nevezetességei
- Szent Margit tiszteletére szentelt kápolnája 1880-ban épült.